# Chef de Bar
Chef de Bar  ist ein Beruf im Thekenservice, der eine dem Barkeeper übergeordnete Leitungsfunktion bezeichnet und in der Regel für die anderen Servicekräfte als Vorgesetzter verantwortlich ist. Außerhalb der Hotellerie sind auch die Berufsbezeichnungen Barchef bzw.  international Head Bartender üblich.

## Berufsbild
Barkeeper oder Bartender ist – wie auch Chef de Bar – kein anerkannter Lehrberuf, allerdings gibt es  Ausbildungs- und Weiterbildungsangebote, beispielsweise Zertifikatslehrgänge der IHK.
Chefs de Bar werden in der Regel für  Fach- und Führungsaufgaben in Betrieben des Hotel- und Gaststättengewerbes eingesetzt. Das Tätigkeitsfeld ist je nach Struktur des Gastronomiebetriebs mit dem des Barkeepers teilweise deckungsgleich, was das Ausschenken von Getränken, das Mixen von Cocktails oder das Servieren von Snacks betrifft. Der Beruf erfordert soziale Kompetenz in Bezug auf die Gäste und das Servicepersonal, Organisationstalent und betriebswirtschaftliche Kenntnisse, zum Beispiel bei Budgetplanung und Kalkulation. Zudem prägt ein Barchef maßgeblich das Erscheinungsbild der Bar nach außen und ist in die Entwicklung bzw. Weiterentwicklung des Barkonzepts, die Getränkeauswahl und das Marketing eingebunden oder dafür verantwortlich.